# Carisoprodol
El Carisoprodol es un fármaco que inhibe la contracción del músculo esquelético bloqueando la conducción nerviosa en la médula espinal, por lo que se clasifica como relajante de acción central del músculo esquelético.

## Usos
El fármaco ha sido empleado en procesos de tortícolis, dolor de la espalda baja y espasmos y para el dolor lumbar agudo. Ha estado disponible en Europa y los Estados Unidos desde 1959.

## Mecanismo de acción
En lugar de actuar directamente sobre el músculo esquelético, el carisoprodol interrumpe la comunicación neuronal dentro de la formación reticular y la médula espinal, lo que produce sedación y alteración en la percepción del dolor. Su mecanismo de acción exacto aún no se conoce. Los efectos relajantes del fármaco administrado por vía oral son mínimos y probablemente estén relacionados con su efecto sedante. A diferencia de los agentes bloqueadores neuromusculares, el fármaco no deprime la conducción neuronal, la transmisión neuromuscular o la excitabilidad muscular.

## Inconvenientes
En México, en la década de los ochenta el carisoprodol estuvo en el grupo IV de medicamentos que requieren receta médica resurtible, sin embargo fue retirado de ese grupo y colocado en el grupo II, perteneciente al grupo de medicamentos que requieren de receta obligatoria no resurtible. En Estados Unidos hubo reportes de abuso del fármaco debido a que su metabolito activo es el meprobamato, que como monofármaco es una sustancia psicotrópica controlada.

### Abusos
Sus efectos sedantes, que contribuyen a su uso terapéutico y recreativo, generalmente se atribuyen a las acciones del meprobamato, en los receptores GABAA. Esto hizo que a finales de los noventa y entrada la nueva década se incrementara la venta del medicamento y se hiciera del conocimiento de los médicos del potencial de abuso de la sustancia para que tomaran la decisión de disminuyeran las prescripciones del medicamento. Usando enfoques farmacológicos conductuales y moleculares, en 2009 se demostró que el carisoprodol, en sí mismo, es capaz de modular la función del receptor GABAA de manera similar a como lo hacen otros depresores del sistema nervioso central. Sus similitudes funcionales con esta clase de drogas, altamente adictivas, pueden contribuir al potencial de abuso del carisoprodol.
Así mismo, el abuso del carisoprodol se ha asociado con dependencia, tolerancia y síndrome de abstinencia. De hecho, el tratamiento con carisoprodol puede resultar en síndrome de abstinencia inducida por antagonistas, lo que sugiere que puede tener un potencial de adicción similar al de otros compuestos de derivados de la benzodiazepina o barbituratos de acción prolongada.
No hay pruebas suficientes para demostrar que los relajantes del músculo esquelético, como el carisoprodol, la clorzoxazona, la ciclobenzaprina, la metaxalona, el metocarbamol y la orfenadrina difieran en eficacia, eventos adversos o seguridad.
A pesar de que ha disminuido su abuso, en México se sigue vendiendo en una presentación en cápsulas con la combinación carisoprodol/naproxeno sódico, carisoprodol/meloxicam y una crema con la combinación carisoprodol/diclofenaco, ya que fue devuelto al grupo IV y con dosis menor.